# Автохтония
Автохто̀ния, автохто̀нност (от гр. αὐτός/autós-сам и χθών/chton-земя) е термин, означаващ принадлежност по произход към дадена територия; автохто̀нен означава местен, коренен по произход. Отнася се за хора (аборигени), организми, скали или полезни изкопаеми (напр. въглища), които са „родени“, т.е. образувани на мястото, на което се намират. В тектониката това са скални комплекси, които не са претърпели хоризонтално преместване и са покрити от навлак.